# Clownin' Kabul
Clownin' Kabul è un documentario del 2002 di Enzo Balestrieri e Stefano Moser con Patch Adams. Racconta la missione "Una strada per la Pace - A Patchwork for Peace", svoltasi in Afghanistan all'indomani della fine della guerra del 2001.
Sono riportate interviste a Patch Adams, Gino Strada, Alberto Cairo, nonché le trasferte del gruppo fuori da Kabul, nel Bamian e nel Panshir.
Nel corso della missione sono state girate circa 180 ore di documentazione da cui è stato tratto il documentario presentato fuori concorso alla 59ª Mostra internazionale d'arte cinematografica di Venezia.

## Trama
2001: la missione dei "Clown Dottori" in Afghanistan, partiti festosamente da Roma fino all'impatto con la realtà degli ospedali afgani, agli interventi presso le strutture di Emergency, della Croce Rossa Internazionale, di Terres des Hommes.

## Analisi critica
Clownin' Kabul racconta di come dei clown, riescano per 45 giorni a dare sollievo a chi soffre in quella terra lontana e desolata dalle continue battaglie, un documentario incentrato non sulla guerra ma sui "medici del sorriso" Tale intervento è stato il primo dei paesi occidentali in quel paese dopo circa 30 anni